# Jared Jarvis
Jared Jarvis, född 29 augusti 1994, är en antiguansk och barbudansk friidrottare. Han deltog vid olympiska sommarspelen 2016.